# Hypasclera pseudosericea
Hypasclera pseudosericea là một loài bọ cánh cứng trong họ Oedemeridae. Loài này được Arnett miêu tả khoa học năm 1951.